# 威斯特法伦-莱特雷重排反应
威斯特法伦-莱特雷重排反应（Westphalen-Lettré rearrangement）指胆甾烷-3β,5α,6β-三醇二乙酸酯用乙酸酐和硫酸处理时，失去一分子水，在C10-C11间生成双键，并且C10连接的甲基（C19）迁移至C5。 
反应在过量硫酸存在时对甾类是一级反应。 反应机理可能为首先生成相应的硫酸酯，并在 C5 生成碳正离子，然后再发生重排。